# Irje
Irje je naselje v Občini Rogaška Slatina.